# Dimeria chloridiformis
Dimeria chloridiformis är en gräsart som först beskrevs av Charles Gaudichaud-Beaupré, och fick sitt nu gällande namn av Karl Moritz Schumann och Carl Karl Adolf Georg Lauterbach. Dimeria chloridiformis ingår i släktet Dimeria och familjen gräs. Inga underarter finns listade i Catalogue of Life.